# Coro Città di Roma
Il Coro Città di Roma è un coro polifonico con sede nella capitale italiana, diretto da Mauro Marchetti.
Il Coro Città di Roma si costituisce nel 1979 come Associazione Culturale, per diventare nel corso del 2006 Associazione Musicale.
Fin dalla sua fondazione ha svolto un'intensa attività concertistica, sia in Italia che all'estero, promuovendo continue occasioni di studio e di divulgazione della musica polifonica. Ha effettuato numerose tournée (Ungheria, Spagna, Galles, Francia, Svezia, Belgio, Slovenia) e partecipato a festival, rassegne, trasmissioni televisive e radiofoniche.
Dal 1990 è iscritto all'Associazione Regionale Cori del Lazio.
Il Coro è stato diretto in passato da Piero Caraba (dalla fondazione fino al 1981) e da Andrea Lunghi (fino al 1991). L'attuale direttore artistico è Mauro Marchetti, che ha esteso il repertorio fino alla musica contemporanea, sollecitando numerosi compositori, italiani e stranieri, a scrivere brani per il coro. Tra questi, lo stesso Caraba, Miklos Kocsar, Guido Coppotelli, Lorenzo Donati, Gabriella Gullin, Pavle Merkù, Pietro Rosati, Michele Josia, Andrea Basevi, Manolo Da Rold, Corrado Margutti, Eric Whitacre.

## Attività
Ha cantato con l'Orchestra Giovanile Europea, diretta da Maurice Jarre in occasione dell'apertura del Giubileo del 2000 (Vaticano, Aula Nervi), e con l'Orchestra Roma Sinfonietta, sotto la guida di Marco Balderi (Roma, giugno 2001, celebrazioni verdiane) e di Ennio Morricone (L'Aquila, Verona, Parigi, Napoli, Roma al Nuovo Auditorium e al Campidoglio per la "Notte Bianca", Milano, Pesaro, Firenze, S.Giovanni Rotondo, Lecce, Bologna, Civitavecchia, tour europeo delle sue musiche per il cinema).
Con il maestro e premio oscar Ennio Morricone, il coro collabora abitualmente all'incisione di colonne sonore per sceneggiati televisivi (Il Papa buono, Karol) e film (Musashi, I guardiani delle nuvole). Ha inciso alcuni brani presenti nel CD "Focus" di Ennio Morricone con Dulce Pontes ed è presente nel DVD "Arena Concerto" registrato nell'Arena di Verona nel 2002. È presente inoltre nel CD "Concerto per AIRC" di Ennio Morricone, in occasione del Concerto tenuto a Milano in piazza Duomo per conto dell'AIRC.
Nel 2005 ha partecipato alla 60ª Sagra Musicale Umbra con un programma monografico su G.Carissimi.
Nel 2006 ha pubblicato il CD "Novecænto", edito da CNI, che raccoglie composizioni corali a cappella di autori del '900, riscuotendo un buon successo di critica e di pubblico.
Nel 2007 si è esibito presso il prestigioso "Oratorio del Gonfalone" con un programma monografico su J.S. Bach.
Nel 2008 ha cantato presso la Filarmonia di Ljubliana, unico coro italiano nella storia della prestigiosa sala che vide gli esordi del giovane Mahler.
Ha inoltre preso parte al Concerto di Natale del Comune di Roma, trasmesso in mondovisione col celeberimmo soprano spagnolo Montserrat Caballè.
Nei suoi 40 anni di attività il Coro ha raggiunto una grande fama e considerazione sia a livello nazionale che internazionale, ed è stato invitato a partecipare ad una serie numerosissima di importanti manifestazioni.  Tra le tante, il concerto di chiusura del 36° Cantiere Internazionale d’Arte di Montepulciano con la messa in opera della Sinfonia n° 2 di Mahler (2011), la 18a Rassegna Polifonica Aprutina di Teramo (2011), il 38º Incontro Internazionale Polifonico Città di Fano (2011), il Festival Internazionale della Musica Mi.To Settembre Musica, dove si è esibito in due concerti a Milano e a Torino (2016), il Musart Festival Firenze, dove ha eseguito i Carmina Burana insieme all’Orchestra Regionale Toscana, sotto la direzione di Daniele Rustioni (2017) e il Narnia Festival, dove si è esibito in una serie di concerti a Narni ed Orvieto, e nella S. Messa dalla Cattedrale di Narni, trasmessa in diretta da Rai 1. 
Il Coro si è esibito in numerosi festival, rassegne, trasmissioni televisive e radiofoniche in tutta Europa (Ungheria, Spagna, Galles, Francia, Svezia, Belgio, Slovenia). Tra le varie manifestazioni canore estere, si ricordano l’esibizione nel 2008 presso la Filarmonica di Ljubliana, primo coro italiano nella storia della prestigiosa sala che vide gli esordi del giovane Mahler, e quella del 2009 al 23° Encuentro Coral Torrevieja. Nel 2013 il Coro è stato invitato al festival “Night of the Choirs” presso Villier de la Ville (Belgio), esibendosi nel concerto finale davanti ad un pubblico di circa 15.000 persone.
Il Coro Città di Roma ha inoltre partecipato negli anni alle più importanti competizioni del settore, aggiudicandosi numerosi premi e diventando una delle realtà corali italiane più titolate.

## Riconoscimenti
1997 – 14º Concorso Nazionale Guido d'Arezzo
- Primo classificato;

2000 – 3º Concorso Regionale Rieti
- Primo classificato nelle categorie rinascimentale, romantico, moderno;

- Premio Speciale Pro Musica Studium;
- Gran Premio Città di Rieti;

2000 – 17º Concorso Nazionale Guido d'Arezzo
- Premio FENIARCO per l'esecuzione di "Laudamus te" di S.D. Sandström;

2002 – 41º Concorso Internazionale Seghizzi (Gorizia)
- Premio FENIARCO come miglior coro italiano;
- Premio Nuova Musica per le esecuzioni di "Ave Verum Corpus" e "Pan e Eco" di L. Donati;

2004 - 7º Concorso Internazionale Maribor (Slovenia)
- Terzo classificato;

2004 - 21º Concorso Nazionale Guido d'Arezzo
- Primo classificato;
- Premio FENIARCO per l'esecuzione di "Claviante Brilioso" di T. Jennefelt;

2004 - 52º Concorso Internazionale Guido d'Arezzo
- Primo classificato nella sezione Musica Rinascimentale;

2005 - 1º Concorso Polifonico Gastone Tosato (Anguillara)
- Primo classificato;
- Premio Speciale per esecuzione del brano rinascimentale;

2009 - 26º Concorso Nazionale Guido d'Arezzo
- Primo classificato;

2009 - 57º Concorso Internazionale Guido d'Arezzo
- Secondo classificato sezione Cori;
- Secondo classificato sezione Gruppi Vocali (primo non assegnato);
- Premio Miglior Direttore a Mauro Marchetti;

2010 - 32º Concorso Internazionale di Varna (Bulgaria)
- Primo classificato sezione Cori Misti;
- Primo classificato sezione Gruppi Vocali;
- Premio Miglior Interpretazione Brano d’Obbligo;
- Premio Miglior Direttore a Mauro Marchetti;
- Gran Premio Città di Varna;

2011 - 23º Gran Premio Europeo di Canto Corale a Tolosa (Spagna)
- Finalista e Secondo classificato ex aequo.

2016 -3º Concorso Internazionale Antonio Guanti (Matera)
- Primo classificato ex aequo.

2017 - 39º Concorso Internazionale di Varna (Bulgaria)
- Terzo classificato sezione Cori Misti;
- Secondo classificato sezione Gruppi Vocali;

2018 - 35º Concorso Nazionale Guido d'Arezzo
- Secondo classificato sezione Cori Misti
- Secondo classificato sezioni Cori a Voci Pari (coro femminile)

## Discografia
- Benjamin Britten - The Salley Gardens (1996);
- Corali a Roma (1996);
- Corali a Roma (1998);
- Ventesimo (1999);
- Ennio Morricone - Arena concerto (2002);
- Ennio Morricone, Dulce Pontes - Focus (2003);
- Concorso Maasmechelen (2005);
- Ennio Morricone - Concerto per AIRC (2006);
- Novecænto (2006);
- Dalvivo (2009);
- dediCantum (2015);
- Missa Salvatoris Mundi di Camillo Cortellini per Tactus (2016)
- InCantus (2018)